# 関谷源兵衛 (八王子町長)
関谷 源兵衛（せきや げんべえ、1835年 - 1908年）は、明治時代の日本の地方政治家、実業家。東京都八王子市の前身に当たる東京府八王子町長を務めた。八王子市長の関谷源兵衛は孫。

## 来歴
1893年に刊行された『三多摩人物評』によると、八王子で質屋を営み、多くの土地と建物を所有する豪商であった。同書によると父の松兵衛の代から富裕な家で、明治初期には一揆に襲われる被害にも遭ったという。八王子町議会議員となり、南多摩郡所属税調査委員も務めた。
1894年に八王子商工会議所が設立された際には、発起人（第三十六銀行頭取の吉田忠右衛門以下合計8人）の一人となる。
1901年3月7日に第4代八王子町長に就任。約1年在任ののち、1902年3月5日に退任した。町長在職中に、中央本線が八王子駅から上野原駅まで延伸され、高尾駅（当時は浅川駅）が開業している。
1905年に孫の源兵衛が誕生。
1908年に死去した。